# Сиборгијум
Сиборгијум (Sg, лат. seaborgium), претходно уннилхексијум (Unh), прелазни је метал са атомским бројем 106. Назив је добио по презимену америчког хемичара Глена Сиборга. Изразито је радиоактиван, његов најстабилнији познати изотоп, 269Sg, има време полураспада од око 3,1 минута. Вероватно поседује изотопе чије се атомске масе налазе између 258—264. Изотоп 264 је добијен 1986. године, бомбардовањем изотопа 249 Cf једрима изотопа 16 оксида. Овај елемент се не јавља у природи. До сада је добијено само неколико његових атома. Претпоставља се да се сиборгијум налази на Сунцу и на још неким звездама средње величине.
Његове физичке и хемијске особине нису познате, али претпоставља се да је он метал сличних особина као и хром. Његова електронска конфигурација такође није позната јер је добијен у облику плазме. По правилима она би требало да буде: радон + 
У периодном систему налази се у d-блоку елемената трансактиноида. Припада 7. периоди као и 6. групи елемената као четврти члан  серије прелазних метала. Хемијски експерименти потврдили су да се овај елемент понаша као тежи хомолог волфрама из 6. групе. До данас су само делимично описане хемијске особине сиборгијума, али се сматра да су оне у великој мери сличне онима код других елемената из исте групе.
Године 1974. добијено је неколико атома сиборгијума у лабораторијама у САД и тадашњем Совјетском Савезу. Част за откриће а тиме и приоритет за давање имена елементу били су „камен спотицања” између совјетских и америчких научника, што је касније названо „трансфермијски ратови”. Такво стање је потрајало до 1997. када је IUPAC озваничио назив сиборгијум за овај елемент. Ово је један од два елемента који су названи по некој особи која је у том времену била жива (Сиборг је умро 1999. године). Други елемент је елемент 118, који је добио име оганесон по руском научнику Јурију Оганесијану.

## Историја
Две групе научника тврдиле су да су откриле овај елемент. Доказ о открићу елемента 106 први је објавио руски истраживачки тим 1974. године у граду Дубна где 
је Јуриј Оганесијан са сарадницима бомбардирао мете сачињене од олова-208 и -207 изузетно убрзаним јонима хрома-54. Свеукупно, опажен је 51 спонтани фисијски догађај, чија су времена полураспада износила између четири и десет милисекунде. Након што су искључили реакције трансфера нуклеона као узрока ових активности, тим је закључио да су највероватнији узроци ових активности спонтане фисије изотопа елемента 106. У први мах су сматрали да се ради о изотопу Sg-259, да би касније то било исправљено у Sg-260.
Неколико месеци касније током 1974. научници Глен Т. Сиборг и Алберт Гиорсо са Универзитета Калифорније из Берклија и Е. Кенет Халет са Националне лабораторије Ловренс Ливермор такође су синтетисали овај елемент бомбардовањем мете од калифорнијума-249 јонима кисеоника-18, користећи сличну опрему као ону што је кориштена за синтезу елемента 104 пет година пре тога, при чему су уочили најмање 70 алфа-распада за које су претпоставили да потичу од изотопа Sg-263m са временом полураспада од 0,9±0,2 секунде. Алфа „ћерка”-изотоп Rf-259 и „унука”-изотоп No-255 већ раније су били синтетизовани а уочене особине добијених изотопа су одговарале онима које су од раније познате, као и интензитет њихове производње. Попречни пресек реакције који је измерен од 0,3 нанобарна такође је добро одговарао теоретским предвиђањима. Овим је доказано да догађаји алфа-распада заиста потичу од изотопа Sg-263m.
Спор је настао након првих, почетних објава о открићу, иако је за разлику од случајева код других вештачких елемената све до елемента 105, нити један од тимова научника није одабрао предлоге назива за новооткривене елементе, па је спор око давања имена привремено био замрзнут. Међутим, спор око права првенства открића трајао је све до 1992. када је Заједничка трансфермијска радна група IUPAC/IUPAP, основана да би окончала контроверзу доношењем закључака око првенстава открића нових елемената и указивања части групи која их је открила, за елементе почев од елемента 101 па све до 112, закључила је да „совјетска” синтеза изотопа Сг-260 није била довољно уверљива, „при чему је недостајала крива приноса и резултати угаоне селекције”, док је „америчка” синтеза изотопа Sg-263 била уверљива јер је била заснована на чврстом доказу познатог језгра „кћерке” изотопа. Као такву, комисија је у свом извештају 1993. прогласила тим из Берклија за званичне проналазаче елемента сиборгијума.
Глен Сиборг је раније предлагао радној групи IUPAC-а да, ако се тим из Берклија прогласи званичним проналазачем елемената 104 и 105, требали би такође предложити назив курчатовијум (симбол Kt) за елемент 106 у част научног тима из Дубне, који су за елемент 104 предлагали да се именује по Игору Курчатову, бившем вођи совјетског програма нуклеарног истраживања. Ипак, због погоршања односа између тимова који су се надметали након објаве извештаја радне групе (тим из Берклија се жестоко успротивио закључцима радне групе, нарочито око елемента 104), овај предлог је одбачен из разматрања научника из Берклија.
Назив сиборгијум и симбол Sg званично је објавио Кенет Халет, као један од чланова америчког тима, на 207. националној седници Америчког хемијског друштва у марту 1994. године. Међутим, у аугусту исте године IUPAC објавио да се елемент не може именовати по особи која је жива, а Сиборг је тада био жив. Стога је IUPAC у септембру 1994. објавио неколико имена међу којима су били називи које су предложиле три лабораторије (трећа је била Центар ГСИ Хелмхолц за истраживање тешких јона из Дармштата, Немачка) са својим захтевима за признање открића елемената од 104 до 109, те су они „пребачени” за разне друге елементе, по којима је радерфордијум (Rf), што је био предлог Берклија за елемент 104, померен на елемент 106, док је назив сиборгијум био потпуно одбачен.
Таква одлука IUPAC-а изазвала је бурне протесте међу научницима, а као највећу замерку наглашавали су право проналазача елемента да предложи његов назив. Тек у аугусту 1997. IUPAC је променио своје закључке, када су предлози немачког и америчког тима прихваћени уз једини изузетак елемента 105 који је назван дубнијум, а елемент 106 сиборгијум. Сиборг је касније изјавио да је ова указана част за назив елемента 106 била „већа од доделе Нобелове награде”. Умро је годину и по након одлуке IUPAC-а.

## Особине

### Физичке
За сиборгијум се очекује да је метал у чврстом стању у нормалним условима притиска и температуре те да би могао попримати просторно-центрирану кубну кристалну структуру, сличну оној као код његовог лакшег конгенера волфрама. То би по предвиђањима требао бити врло тежак метал густине од приближно 35,0 3, што би значило да је четврти по густини од свих 118 познатих елемената, мање само од (такође синтетичких) елемената боријума (37,1 3), мајтнеријума (37,4 3) и хасијума (41 3), који га следе у периодном систему. Као успоредба, најгушћи познати елемент којем је густина поуздано измерена јесте осмијум, а има густину од „само” 22,59 3. Велика густина сиборгијума резултат је његове велике атомске тежине, контракције лантаноида и актиноида и релативистичких ефеката, мада би производња довољних количина сиборгијума, како би се ова вредност могла измерити, била врло непрактична а узорак би се врло брзо распао.

### Хемијске
Сиборгијум је четврти члан  серије прелазних метала а такође је и најтежи члан 6. групе хемијских елемената у периодном систему, испод хрома, молибдена и волфрама. Сви елементи ове групе граде широк спектар оксоанјона. Они врло верно осликавају оксидационо стање групе, +6, мада је оно изузетно оксидујуће у случају хрома, а постаје све више стабилно наспрам редукције идући све ниже низ групу. Доиста, волфрам је посљедњи међу 5d прелазних метала где сва четири 5d електрона учествују у металној вези. Као такав, сиборгијум би могао имати +6 као своје најстабилније оксидационо стање, било у гасовитој фази или у воденом раствору, а то је и једино оксидационо стање које је експериментално и потврђено. Стања +4 и +5 би требала бити мање стабилна, док стање +3, које је најчешће код хрома, би требало бити најмање стабилно за сиборгијум. Експерименти у вези хемијских особина овог елемента су у великој мери ограничени због могућности добијања сиборгијума у изузетно малим количинама, понекад само једним атомом током дужег времена, као и кратким временом полураспада, што има за последицу тешке услове у којима се изводе експерименти. Изотоп 265Sg и његов изомер 265mSg имају посебан значај у радиохемији: добијају се реакцијом 248.
Претпоставља се да би сиборгијум могао градити јако испарљиви хексафлуорид (SgF6) као и умерено испарљиве хексахлориде (6), пентахлориде (5) и оксихлориде  и SgOCl4. За  се очекује да би требао бити најстабилнији међу сиборгијум-оксихлоридима те би требао бити најмање испарљив међу свим оксихлоридима елемената 6. групе, према редоследу .
За испарљива једињења сиборгијумa(VI) SgCl6 и 4 очекује се да би требали бити нестабилни и да би се распадали до једињења сиборгијума(V) при високим температурама, аналогно MoCl6 и 4; ово се не би требало дешавати са  због много већег енергетског процепа између највиших заузетих и најнижих незаузетих молекуларних орбитала, упркос сличној снази везе Sg-Cl (сличност са молибденом и волфрамом). Стога, у првим експерименталним хемијским студијама сиборгијума 1995. и 1996. године, атоми овог елемента су добијени реакцијом , затим термализирани те су реаговали са смесом . Особине адсорпције добијених оксихлорида су измерене и упоређене са оним код једињења молибдена и волфрама. Резултати указују да сиборгијум гради врло испарљив оксихлорид сличан оним код других елемената из 6. групе, а такође потврђују и смањујући тренд испарљивости оксихлорид идући низ групу 6 према доле:
 → SgO
2Cl
2 + H
2